# Nom de code : Shiri
Pour plus de détails, voir Fiche technique et Distribution.
Nom de code : Shiri (hangeul : 쉬리 ; RR : Swiri) est un thriller sud-coréen écrit et réalisé par Kang Je-gyu, sorti en 1999.

## Synopsis
Ryu, un agent des services secrets de la Corée du Sud, enquête sur une conspiration terroriste organisée par des activistes de la Corée du Nord. Celle-ci souhaiterait déclencher une guerre en faisant exploser une bombe au stade de Séoul, pendant que les Présidents des deux pays assisteront à un match opposant le Nord au Sud.

## Fiche technique
- Titre : Nom de code : Shiri
- Titre original : 쉬리 (Swiri)
- Titre anglais : Shiri
- Réalisation : Kang Je-gyu
- Scénario : Kang Je-gyu
- Musique : Lee Dong-june
- Décors : Oh Sang-man et Park Il-hyeon
- Photographie : Kim Sung-bok
- Montage : Park Gok-ji
- Production : Byun Moo-rim et Lee Kwan-hak
- Sociétés de production : Kang Je-Kyu Film et Samsung Entertainment
- Société de distribution : Amuse Video (média)
- Pays d'origine : Corée du Sud
- Langue originale : coréen
- Format : couleur - 1.85 : 1 - Dolby Digital - 35 mm
- Genre : thriller
- Durée : 125 minutes
- Dates de sortie :
  -  Corée du Sud : 13 février 1999
  -  France : 19 décembre 2001
- Film interdit aux moins de 12 ans lors de sa sortie en France

## Distribution
- Han Suk-kyu : Yu Jong-won
- Choi Min-sik : Park Mu-young
- Kim Yoon-jin : Lee Myung-hyun
- Song Kang-ho : Lee Jang-gil
- Yoon Joo-sang
- Park Yong-woo
- Kim Johnny : Jung Dae-ho
- Hwang Jeong-min

## Autour du film
- En 2002 sort Fun Movie, film qui reprenait la trame principale de Shiri, tout en parodiant les grands succès locaux, tels que Ditto, Sur la trace du serpent, Joint Security Area, Friend, 2009: Lost Memories, My Sassy Girl, Foul King.

## Distinctions

### Récompenses
- Baeksang Best Film Awards 1999 : Meilleur acteur pour Choi Min-sik
- Blue Dragon Film Awards 1999 : Meilleur réalisateur
- Grand Bell Awards 1999 : Meilleur acteur pour Choi Min-sik